# Venus as a Boy

Venus as a Boy est une chanson de l'artiste islandaise Björk. C'est le deuxième single issu de son premier album Debut.
Cette chanson fut écrite par Björk et a été produite par Nellee Hooper. Le single est sorti en août 1993, un mois après la sortie de l'album.
En 2005, le guitariste Andy McKee reprend ce morceau sous forme instrumentale dans son album Gates of Gnomeria.
En 2016, remixé par Otam dans le titre Aphrodite.